# Percy Sledge
Percy Tyrone Sledge (ur. 25 listopada 1940 w Leighton, zm. 14 kwietnia 2015 w Baton Rouge) – amerykański muzyk zajmujący się R&B i soul.
Najbardziej znanym utworem tego artysty jest piosenka "When a Man Loves a Woman" z 1966 roku, która znalazła się na pierwszym miejscu amerykańskiej listy przebojów.
W 2005 został wprowadzony do Rock and Roll Hall of Fame.

## Wybrana dyskografia
- 1966: When a Man Loves a Woman – Billboard Hot 100 (US pop) poz. 1, Hot R&B/Hip-Hop Singles & Tracks (US R&B) poz. 1, United Kingdom (UK) poz. 4
- 1966: Warm and Tender Love – US pop poz. 17, US R&B poz. 5, UK poz. 34
- 1966: It Tears Me Up – US pop poz. 20, US R&B poz. 7
- 1967: Baby, Help Me – US pop poz. 87, US R&B poz. 44
- 1967: Out Of Left Field – US pop poz. 59, US R&B poz. 25
- 1967: Love Me Tender – US pop poz. 40, US R&B poz. 35
- 1967: Cover Me – US pop poz. 42, US R&B poz. 39
- 1968: Take Time to Know Her – US pop poz. 11, US R&B poz. 6
- 1968: Sudden Stop – US pop poz. 63, US R&B poz. 41
- 1968: You're All Around Me – US pop poz. 109
- 1969: My Special Prayer – US pop poz. 93, US R&B poz. 44
- 1969: Any Day Now – US pop poz. 86, US R&B poz. 35
- 1969: Kind Woman – US pop poz. 116
- 1969: True Love Travels On A Gravel Road
- 1969: Silent Night – wydana tylko w Wielkiej Brytanii i RPA
- 1970: Many Rivers To Cross
- 1970: Help Me Make It Through The Night
- 1971: Stop The World Tonight
- 1972: Raindow Road
- 1972: Sunday Brother
- 1973: Sunshine US R&B poz. 89
- 1987: When a Man Loves a Woman (reedycja) – UK poz. 2